# Liste der Einträge im National Register of Historic Places im Bullock County
Die Liste der Registered Historic Places im Bullock County in Alabama führt alle Bauwerke und historischen Stätten im Bullock County auf, die in das National Register of Historic Places aufgenommen wurden.

## Aktuelle Einträge
| Lfd. Nr. | Name                                        | Bild | Datum der Eintragung | Adresse/Lage                     | Ort           | ID-Nr.   | Beschreibung |
| -------- | ------------------------------------------- | ---- | -------------------- | -------------------------------- | ------------- | -------- | ------------ |
| 1        | Bullock County Courthouse Historic District |      | 8. Okt. 1976         | N. Prairie St.                   | Union Springs | 76000312 |              |
| 2        | Chunnenugee Ridge                           |      | 22. Okt. 1974        | Near Union Springs               | Union Springs | 74002352 |              |
| 3        | Foster House                                |      | 14. Aug. 1998        | 201 Kennon St.                   | Union Springs | 98001021 |              |
| 4        | Merritt School                              |      | 20. Feb. 1998        | Old Troy Rd., 0.5 mi. S of US 82 | Midway        | 98000110 |              |
| 5        | Sardis Baptist Church                       |      | 29. Nov. 2001        | AL 223S at jct. Cty. Rd. 22      | Union Springs | 01001299 |              |